# Gabdulchaj Achatov
Gabdulchaj Churamovič Achatov, rusky Габдулха́й Хура́мович Аха́тов, tatarsky Габделхәй Хурам улы Əхәтов (8. září 1927, Staroe Ajmanovo - 25. listopad 1986, Naberežnyje Čelny) byl sovětský lingvista a turkolog tatarské národnosti. Proslavil se studiem dialektů obyvatelů Sibiře a vyslovil hypotézu o kypčackém původu těchto dialektů. Jeho nejslavnější práce vyšla roku 1963 pod názvem Nářečí západosibiřských Tatarů. Jako první se široce věnoval idiomatice tatarštiny, zdvojenému záporu v turkických jazycích (zná ho i čeština) či tzv. párování v tatarštině. Byl polyglotem, ovládal přes 20 jazyků.